# Amor confluent
L'amor confluent descriu un tipus de relacions personals pures amb caràcter obert i negociable. Anthony Giddens, sociòleg britànic, en el seu llibre The Transformation of Intimacy (1992), va utilitzar el terme relació pura per a definir les relacions de l'amor confluent. Aquestes relacions tenen en compte les necessitats i els interessos de cada individu, predominant davant l'esfera privada. També fomenten la igualtat sexual i emocional entre homes i dones. En aquell moment, la necessitat de les dones en complaure els seus propis desitjos va fer ressorgir tots aquests canvis que van facilitar la nova visió de la dona davant la societat. A partir d'aquest moment elles decidien el rumb de la seva vida en tots els àmbits. Així doncs, s'entén que aquest amor del segle XX s'allunya de l'amor etern i únic. L'amor confluent és una tendència més occidental, ja que en molts països orientals és majoritaria una visió de l'amor més romàntic o patriarcal. En algunes comunitats asiàtiques del Regne Unit encara preval el matrimoni concertat entenent-lo més com una necessitat social on l'amor apareix amb el temps.

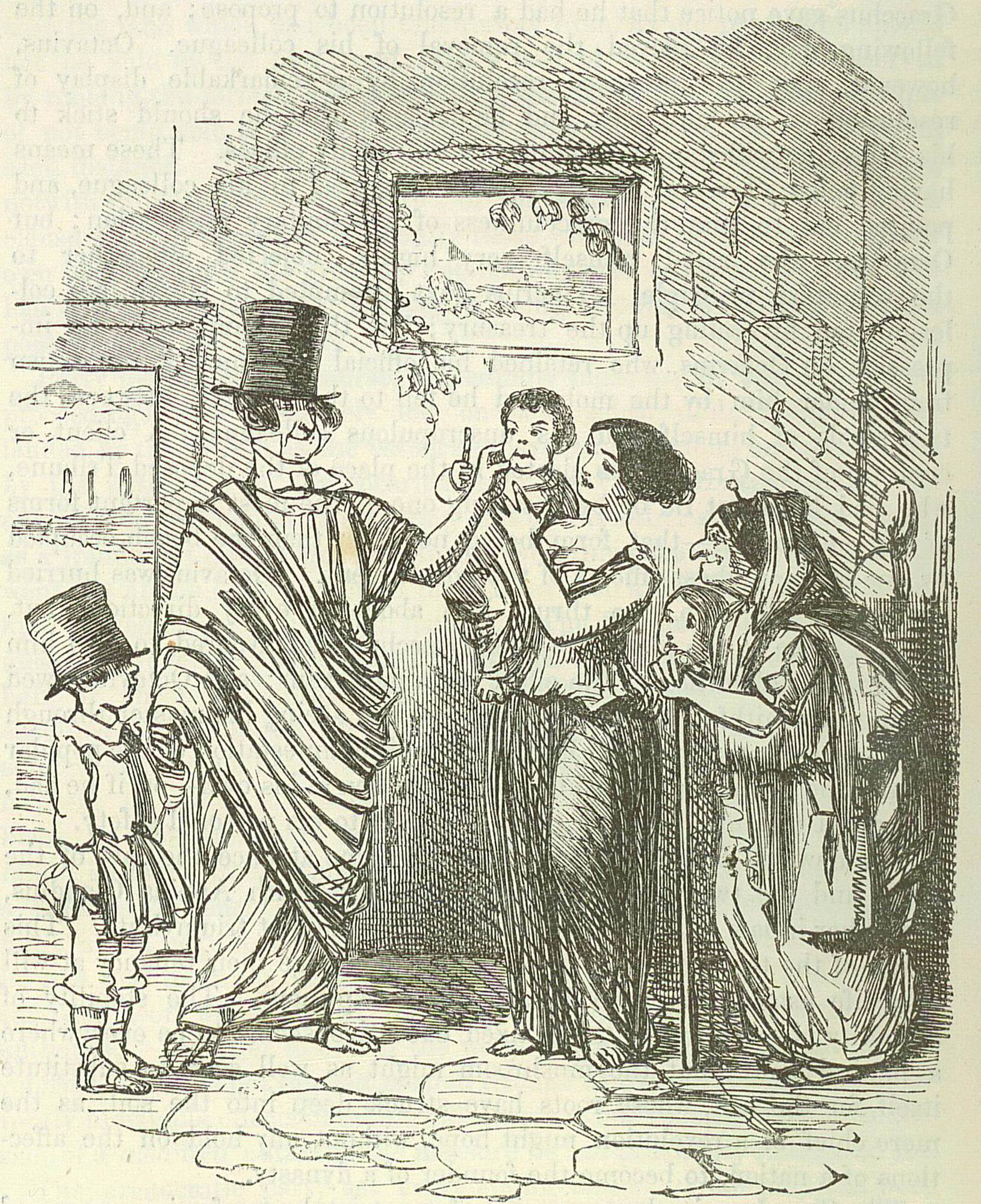
Família tradicional

## Contextualització
Aquest nou concepte d'amor va aparèixer en un moment de canvis en la societat. A finals dels anys 60, molts joves es van rebel·lar contra la societat burgesa, fet que va provocar una revolució, més coneguda com la Revolució de 1968. A mitjans dels s.XX, un moment en què el paper de la dona prenia importància, van sorgir els moviments feministes, que fomentaven la igualtat d'oportunitats i el reconeixement de la seva identitat com a dones. Aquests canvis van significar l'inici d'una nova visió de família, que s'allunyava del model patriarcal que regnava en aquell moment i que va perdurar anys després. Lligats a aquests moviments i a la revolució sexual, es comencen a sentir conceptes com “parelles obertes” o “swingers“.

## Orígens
L'amor confluent va sorgir a partir de la revolució sexual a mitjans dels s.xx. Aquesta revolució va suposar un canvi en la mentalitat pel que fa a la moral i al comportament sexual dels humans. Des d'aquest moment, va haver-hi un alliberament dels costums i es va replantejar l'amor romàntic que predominava fins aquell moment. L'aparició d'anticonceptius, la legalització dels divorcis, l'acceptació de la homosexualitat, els canvis en les famílies, la figura de la dona en l'àmbit públic, etc., van ser factors que van obligar a reflexionar sobre el model d'amor romàntic que existia en aquell moment. Cap a finals del s.XVIII, ja es començava a parlar d'una sexualitat plàstica, concepte utilitzat per Anthony Giddens i Ulrich Beck, que es defineix com la diferència entre el sexe per plaer i el sexe per reproduir(-se). Però no va ser fins a mitjans de l'edat moderna, amb l'aparició de la revolució sexual, que aquest concepte va prendre força i va portar canvis en la societat. Aquest fet va afavorir que la gent tingués una nova visió sobre l'amor.